# Охлюв
Охлюви се наричат повечето мекотели от представителите на клас Коремоноги, които имат спиралообразна и възобновима черупка.

## Класификация
Класът обединява водни и сухоземни представители.
- Охлювът рапан живее на неголяма дълбочина в моретата, обикновено на скалисто дъно. В Черно море е пренесен през 40-те години на XX век от Японско море. Хищник, храни се главно с миди.
- Големият и малкият блатен охлюв се среща в блата, езера, заблатени участъци на реки и други малки водоеми. Големият блатен охлюв е всеяден вид. Обитава водната растителност на повърхността на водата. Снася яйцата си в дълги шнурове, които прикрепва към подводни предмети.
- Градинският охлюв се среща в градините, пасищата и лозята. Той е растителнояден, активен през нощта. При движение кожата на крака отделя слузест секрет, който подпомага придвижването на животното по различни повърхности.
- Голите охлюви са с редуцирана черупка, която е частично или напълно скрита под мантията. Някои от тях са вредители по зеленчукови насаждения, а други – в горите, парковете и градините.

## Морфология
Охлювът има черупка, която е образувание на кожата, и я сменя, когато тя стане прекалено малка. Тя се нарича мантия и е трислойна – седефен, варовиков и рогов слой.
Тялото има глава с чифт очи и от един до два чифта пипала, туловище и мускулест крак. Има език със „зъбчета“ (твърдо вещество) и гуша. Тялото е асиметрично, вместено с помощта на два мускула във варовитата черупка.
Охлювите могат да прекарат до 3 години в сън.

### Храносмилателна система
Храносмилателната система има обичайно устройство, но променено разположение. Анусът се намира над или отстрани на главата. Кръвоносната система не е затворена.

### Нервна система
Нервната система има множество ганглии. Могат да бъдат с 5 или 7 чифта или без оформени такива, само с нервно стъбло.

### Полова система
Охлювите са хермафродити, развиват се пряко.